# Ultimate Queen
Ultimate Queen är en samlingsbox av det brittiska rockbandet Queen, utgiven i Storbritannien 1995.

## Innehåll
- Queen
- Queen II
- Sheer Heart Attack
- A Night at the Opera
- A Day at the Races
- News of the World
- Jazz
- Live Killers
- The Game
- Flash Gordon
- Hot Space
- The Works
- A Kind of Magic
- Live Magic
- The Miracle
- Innuendo
- Live at Wembley '86
- Made in Heaven